# Chuck Rock
Chuck Rock è un videogioco a piattaforme a scorrimento, con un uomo preistorico caricaturale come protagonista, sviluppato da Core Design e pubblicato originariamente nel 1991 per Amiga. Venne poi adattato per numerose console e home computer nel 1991-1994. La Core lo pubblicò per Atari ST e Amiga CD32 (con la propria etichetta Corkers), la Genias per Commodore 64 e la Krisalis Software per l'Acorn Archimedes. La Virgin Interactive pubblicò il titolo per console Mega Drive e Sega Master System, oltre all'edizione americana per Amiga, e la Sega per Game Gear. La Sony/Sony Imagesoft lo pubblicò per Sega Mega CD, Super Nintendo Entertainment System e Game Boy.
Del gioco furono prodotti due sequel: il platform Chuck Rock II: Son of Chuck (1993) e il simulatore di guida BC Racers (1994).
Il personaggio protagonista del gioco, lo stesso Chuck Rock del titolo, divenne una delle prime mascotte della Core Design prima dell'introduzione di Lara Croft nel 1996.

## Trama
Il giocatore controlla il personaggio di Chuck Rock, un cavernicolo panciuto in una stereotipata preistoria, volutamente piena di anacronismi ed elementi surreali e umoristici. Il compito di Chuck Rock è affrontare i pericoli dell'ambiente intorno a lui per ritrovare Ophelia Rock, la sua bionda moglie, rapita da Garry Gritter (gioco di parole col nome del cantante Gary Glitter, che anni dopo fu incriminato veramente di reati sessuali), un suo vecchio ammiratore.

## Modalità di gioco
Chuck Rock deve attraversare scenari bidimensionali a piattaforme con scorrimento in tutte le direzioni, ma sviluppo prevalentemente in orizzontale da sinistra a destra.
Il personaggio può camminare in orizzontale, saltare, chinarsi e attaccare i nemici in corpo a corpo dando delle "spanzate" con la pancia prominente, oppure dei calci se attacca durante il salto.
Negli scenari si possono trovare massi che Chuck può prendere, uno alla volta, tenere sollevati al di sopra della testa e al momento opportuno lanciare in avanti. Il masso può servire a colpire nemici o a formare un gradino, nel punto dove viene lanciato o lasciato, sul quale saltare per superare determinati ostacoli. Il masso tenuto sopra la testa può anche fare da scudo difensivo. Mentre si trasporta un masso non si possono fare le altre mosse di attacco e, in base alle dimensioni del masso, la capacità di saltare è limitata.
I nemici sono animali di ogni genere, da numerose varietà di piccoli rettili a insetti e granchi. Ciascuno ha un proprio stile di movimento ed è dannoso al contatto. In tutto il gioco (almeno versione Amiga) figurano oltre 200 creature. Chuck ha più vite e per ciascuna ha un'energia vitale rappresentata da un simbolo di cuore che si rimpicciolisce.
Nelle versioni fedeli all'originale ci sono cinque livelli e ciascuno a sua volta è suddiviso in cinque sottolivelli con scenari distinti. Chuck deve sfidare giungla, paludi, caverne, un lago sotterraneo, una zona glaciale e una regione morta, entrando perfino nelle viscere di un immenso dinosauro. Ogni area è caratterizzata dai suoi particolari abitanti. I boss di fine livello sono enormi animali preistorici da colpire ripetutamente.
Si possono incontrare pterodattili o dinosauri dai quali Chuck può farsi trasportare per superare luoghi inaccessibili, e altri animali utili come coccodrilli che fanno da trampolini o serpenti che diventano ponti allungabili.
In alcune zone acquatiche Chuck può nuotare, andando anche sott'acqua in tutte le direzioni, ma ogni tanto deve emergere per respirare; un indicatore a forma della sua faccia diventa blu man mano che gli manca l'aria.
In giro si trovano vari bonus da raccogliere, principalmente vari tipi di cibarie che forniscono punteggio e cuoricini che ricaricano l'energia vitale.

## Sviluppo
Chuck Rock fu sviluppato e pubblicato dalla Core Design nel 1991 originariamente per Amiga. Fu realizzato da ua piccola squadra composta del designer Robert Churchill, il programmatore Chris Long e l'artista grafico Lee Pullen. Una quarta persona, variabile a seconda delle versioni, era coinvolta per l'audio.
Gli stessi sono accreditati anche per l'edizione Atari ST. Si occuparono inoltre, con altri collaboratori, di alcune conversioni per console, una novità per la squadra.
Si dovettero fare compromessi per le meno potenti Game Gear e Master System, mentre sul Mega Drive si mantenne tutto il buono dell'Amiga con migliorie estetiche, sebbene eliminando l'introduzione animata. Su Mega CD si aggiunsero ulteriori migliorie rispetto al Mega Drive, tra cui l'introduzione con doppiaggio. La Core produsse anche la versione del 1994 per l'Amiga CD32, ma non apportò miglioramenti; il gioco è identico a quello originale Amiga ed era offerto a basso prezzo.
Nel 1992 Chuck Rock venne convertito per Commodore 64 dall'italiana Genias, che ingaggiò per lo sviluppo un trio di giovani bolognesi, Marco Corazza, Luca Zarri e Andrea Paselli, già autori per la Genias delle versioni C64 di Mystere e Over the Net.
La conversione fu assegnata alla Genias con il tramite iniziale della distributrice romana Softel. Lo sviluppo interno fu annullato dalla Core Design perché si decise che il mercato per l'ormai datato Commodore 64 non la interessava più, ma la Softel, dato che in Italia si vendevano ancora molti giochi su cassetta, si accordò con la Core per far sviluppare la conversione a uno studio italiano. Fu coinvolta la Genias, interessata a farsi notare all'estero, dato che il suo fondatore, Riccardo Arioti, è il nipote di Costantino Arioti della Softel. Secondo un ex Softel, la Core fu molto esigente sul prodotto, ma alla fine si complimentò per l'ottimo lavoro svolto. Tuttavia, nonostante Chuck Rock per Commodore 64 fosse stato pubblicizzato all'estero e avesse ricevuto ottime recensioni dalla stampa britannica, fu pubblicato ufficialmente soltanto in Italia con la confezione della Genias.

## Accoglienza
La prima edizione di Chuck Rock per Amiga fu subito molto apprezzata dalla stampa di settore.
Anche le altre versioni spesso ottennero giudizi con medie alte, specialmente quella per Commodore 64, ma riuscirono un po' meno quelle per Game Gear, Game Boy e CD32, con medie poco superiori alla sufficienza.
Chuck Rock veniva solitamente apprezzato dalle riviste dell'epoca per la buona e immediata giocabilità, la grafica e l'umorismo.
Qualche critica andò alla ripetitività dell'azione di gioco.
La rivista Computer+Videogiochi lo nominò "miglior platform" tra i giochi della prima metà del 1991 di tutte le piattaforme domestiche.

## Altri media
Chuck Rock e la sua famiglia furono anche i protagonisti di brevi fumetti pubblicati nel Regno Unito negli anni novanta, sui periodici Look-in e Max Overload!.